# Canalicchio (Collazzone)
Canalicchio è una frazione del comune di Collazzone (PG).
Il paese, che conta 9 abitanti, si trova sulle colline a nord di Collazzone (distante 11 km), circondato da boschi, al di là della valle solcata dal torrente Puglia. Dista circa 2,5 km dalla vicina Casalalta e si trova a 420 m s.l.m.

## Storia
Il paese nacque come castello longobardo intorno al X-XI secolo: probabilmente fu costruito dalla comunità di servi e domestici che gravitava attorno al monastero benedettino di San Fortunato, spostatisi sul colle vicino. Col passare del tempo, le diverse fortificazioni che erano state costruite si fusero in un unico borgo. Nel 1326 le mura del castello vennero ricostruite ed il paese assunse il nome attuale.

## Economia e manifestazioni
Ogni anno il 1º maggio si svolge la Fiaccolata in onore dei patroni ss. Filippo, Giacomo e il vescovo Sant'Atanasio, una processione che nella tradizione dovrebbe propiziare i raccolti e l'annata agricola. Essa consiste nell'accensione di grandi tronchi di pino lavorati e asciutti, che vengono poi portati a spalla per 700 m fino alla chiesa di San Fortunato. Da lì, poi, si fa ritorno verso il paese.
Il paese è noto per la presenza di una rinomata struttura alberghiera: nel 2005 ha ospitato le nozze tra la soubrette Alessia Merz ed il calciatore Fabio Bazzani .

## Monumenti e luoghi d'interesse
- Chiesa dei SS. Filippo e Giacomo (metà XVII secolo), all'interno delle mura, ospita alcune tele del pittore Marcello Leopardi;
- Chiesa di San Fortunato, a breve distanza dal paese.